# Электрические скаты
Электри́ческие ска́ты, или гнюсообра́зные (лат. Torpediniformes) — отряд скатов, у которых по бокам тела между головой и грудными плавниками расположены почкообразные парные электрические органы, состоящие из видоизменённой мышечной ткани. Однако отсутствуют слабые электрические органы, имеющиеся в наличии у семейства ромбовых по обе стороны хвоста. Голова и туловище образуют дискообразную форму. Относительно короткий хвост имеет хвостовой плавник, а также до двух верхних плавников. В отряде числятся 4 семейства и 69 видов. Электрические скаты известны своей способностью производить электрический заряд, напряжение которого (в зависимости от вида) колеблется от 8 до 220 вольт. Скаты используют его в обороне и могут оглушить добычу или врага. Они обитают в тропических и субтропических водах всех океанов. Скаты — превосходные пловцы. Благодаря округлому телу они буквально парят в воде, могут подолгу плавать в поисках пищи, не затрачивая больших усилий.

## Взаимоотношения с человеком
Электрогенные свойства электрических скатов использовались издавна. Древние греки использовали их для обезболивания при операциях и деторождении. Научное название отряда Torpediniformes происходит от слова torpere — «быть в оцепенении»; словом torpedo древние римляне называли рыб, обладающих способностью генерировать электричество. Аристотель писал об электрических скатах в «Истории животных»: «Гнюс приводит в оцепенение рыб, которыми хочет овладеть, при помощи средства, имеющегося у него во рту, и питается ими. Он зарывается в песок и грязь, и схватывает подплывающих рыб, которых обездвиживает». Теофраст отмечал, что «оцепенение» способно подниматься по трезубцу, которым был пронзен скат, а Плутарх — что оно способно распространяться и через саму воду. В «Корпусе Гиппократа» скат упомянут под названием νάρκη («нарке»), то есть «оцепенение»; при этом сам эффект поражения током целебным не считался, а внимание уделялось жареному мясу скатов, которое будто бы помогало при астме и водянке. Римский врач I века н.э. Скрибоний Ларг, однако, пытался лечить пациентов от подагры и мигрени с помощью электрических разрядов живого ската, и описывал случай, когда некий Антерос, придворный императора Тиберия, излечился от подагры, случайно наступив на ската.

## Биоэлектричество

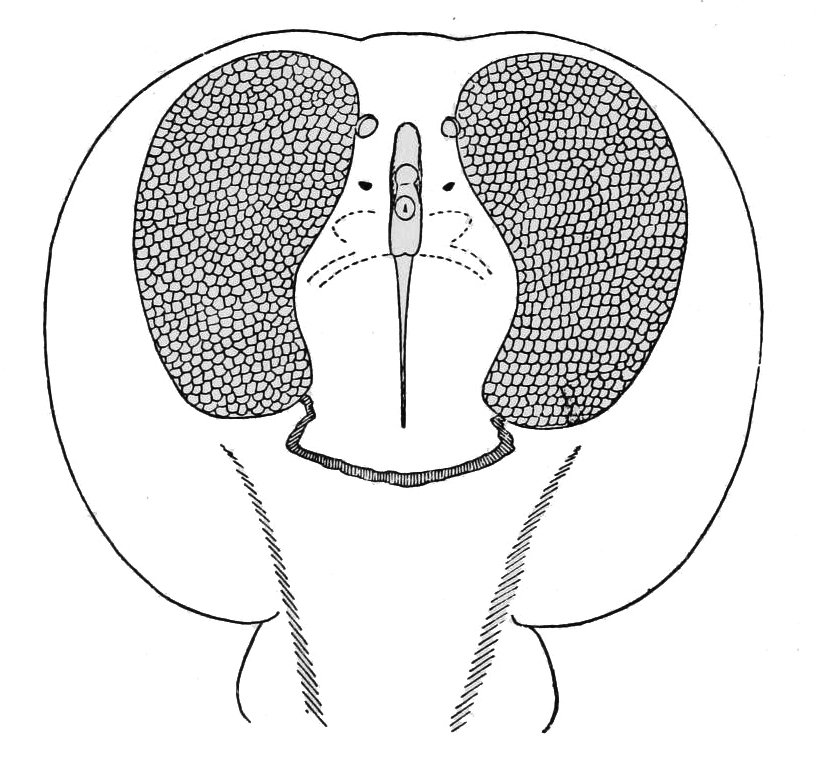
Парные электрические органы.

Среди живых организмов электрические скаты известны своей электрочувствительностью, а также глазами, расположенными сверху головы. Имея крайне слабое зрение, они компенсируют это другими чувствами, включая электрорецепцию.
Многие скаты, даже не относящиеся к семейству электрических, имеют электрические органы, расположенные на хвосте, однако электрические скаты имеют ещё два органа с каждой стороны головы, там, где струя воды при движении создает подъёмную силу, заставляя тело всплывать. Эти органы управляются четырьмя центральными нервами с каждой стороны электрической доли или специальной мозговой доли, цвет которой отличается от цвета других частей мозга. Главный нервный канал соединён с нижней частью каждой пластины-аккумулятора, которая образована гексагональными колоннами и имеет сотовидную структуру: каждая колонна содержит от 140 тысяч до полумиллиона студенистых пластинок. У морских рыб эти аккумуляторы соединены параллельно, а у пресноводных — последовательно.
С помощью этих аккумуляторов обычный электрический скат может убить довольно крупную добычу при напряжении 50—200 вольт. Одиночный электрический разряд длится около 0,03 с, однако, скаты, как правило, производят целую серию разрядов — от 12 до 100 подряд, в ходе которой сила генерируемого тока постепенно ослабевает.

## Классификация
В четвёртом издании справочника «Fishes of the World» Джозефа Нельсона (2006/2009) приводится следующая классификация электрических скатов:
- Семейство Narcinidae T. N. Gill, 1862 — Нарциновые
  - Подсемейство Narcininae T. N. Gill, 1862 — Нарцинины
  - Подсемейство Narkinae Fowler, 1934 — Наркины
- Семейство Torpedinidae Bonaparte, 1838 — Гнюсовые, или электрические скаты
  - Подсемейство Hypninae T. N. Gill, 1862 — Гипнины
  - Подсемейство Torpedininae Bonaparte, 1838 — Торпединины

В пятом издании того же справочника (2016) семейство Torpedinidae подразделяется на роды Hypnos и Torpedo (включая Tetronarce) без выделения подсемейств. Помимо современных семейств, в пятом издании к отряду было отнесено вымершее семейство Archaeobatidae Delsate & Candoni, 2001.
Сайт FishBase придерживается другого способа классификации электрических скатов, повышая ранг каждого из подсемейств Нельсона до семейства (Narcinidae, Narkidae, Hypnidae и Torpedinidae). Молекулярно-генетические исследования свидетельствуют о том, что платириновые (Platyrhinidae) являются сестринской группой по отношению к кладе, объединяющей всех вышеперечисленных современных представителей отряда, поэтому FishBase относит данное семейство к гнюсообразным.